# Fundaziun Medias Rumantschas
Die Fundaziun Medias Rumantschas (rätoromanisch für «Stiftung rätoromanischer Medien», offiziell abgekürzt FMR) ist eine Nachrichtenagentur in der Schweiz, die ihre Artikel in rätoromanischer Sprache verfasst und die einzige rätoromanische Tageszeitung La Quotidiana sowie die Wochenzeitung La Pagina da Surmeir produziert.
Die FMR ist die Nachfolgeorganisation der Agentura da Novitads Rumantscha (ANR). Präsidentin der Stiftung ist alt Bundeskanzlerin Corina Casanova, Chefredaktor David Truttmann.

## Geschichte
Für die Errichtung der FMR ausschlaggebend war der Umstand, dass die rätoromanischen Zeitungen im Kanton Graubünden wegen des zu kleinen und fragmentierten Marktes nicht mehr selbsttragend waren. 2017 wurde bekannt, dass die Herausgeberin der Quotidiana, das Verlagshaus Somedia, das jährliche Defizit der Zeitung nicht länger decken wolle und die Zeitung auf Ende 2017 einstelle, wenn es keine Lösung gebe. Dies hätte auch die Einstellung der Nachrichtenagentur Agentura da Novitads Rumantscha (ANR) nach sich gezogen, die die privaten rätoromanischen Medien mit Nachrichten bediente. Für 2018 konnte eine Übergangslösung gefunden werden: der Bund, der Kanton Graubünden und der rätoromanische Dachverband Lia Rumantscha übernahmen die Hälfte des Defizites für 2018. Für die weitere Zukunft arbeitete die federführende Lia Rumantscha ein Konzept unter dem Namen «Medias rumantschas 2019» aus und stellte es im Oktober 2018 vor. Es sah eine neue, wie schon die ANR von Bund und Kanton Graubünden finanzierte Nachrichtenagentur vor, die das Bestehen der rätoromanischen Medien sichern solle. Dafür solle eine neu zu gründende Stiftung eine zwölfköpfige Redaktion aufbauen, die ihre Texte primär den rätoromanischen Medien kostenlos zur Verfügung stellen solle. Die neue Nachrichtenagentur solle die ANR ablösen und statt wie diese 1,2 Millionen Franken jährlich 2,15 Millionen Franken erhalten.
Das Konzept wurde 2019 umgesetzt, die Stiftung Fundaziun Medias Rumantschas von den vier Partnern La Quotidiana (Somedia), Posta Ladina (Gammeter Media) und Pagina da Surmeir (Uniun Rumantscha da Surmeir) sowie neu der Radiotelevisiun Svizra Rumantscha (SRG SSR) gegründet und die ANR entsprechend umbenannt. Das Projekt hat für die Schweiz Pioniercharakter. Zum ersten Mal in dieser Form werde eine privat-öffentliche Kooperation auch im redaktionellen Bereich angestrebt. Das Budget wurde auf knapp 1,8 Mio. Franken festgesetzt, davon kommen 745'000 Franken vom Kanton Graubünden und rund 1 Mio. Franken vom Bund. Die Stiftung nahm Mitte Juli 2019 ihre Tätigkeit auf, die neue Redaktionsstruktur stand Anfang 2020.

## Arbeitsweise
Im Gegensatz zur Vorgängerin ANR ist die FMR institutionell unabhängig von den Herausgebern, da Medienvertreter keinen Einsitz mehr im Stiftungsrat haben, sondern nur noch im Koordinationsrat ohne Entscheidungsbefugnis. Die konkrete Zusammenarbeit mit den Partnerzeitungen und mit Radiotelevisiun Svizra Rumantscha (RTR) wird in detaillierten Leistungsvereinbarungen festgelegt.
Die FMR verfasst ihre Beiträge sowohl im standardisierten Rumantsch Grischun als auch in allen fünf regionalen Idiomen. Die Texte werden den Partnerzeitungen und RTR  auf einer Plattform kostenlos zur Verfügung gestellt. RTR fügt alle ihre veröffentlichten Texte (schwerpunktmässig Nachrichten) hinzu, die übrigen Partner Beiträge im Rahmen ihrer Möglichkeiten.
Die Redaktion umfasst 19 Mitarbeiter in Chur (Hauptsitz), Disentis und Scuol, darunter 12 Redaktoren. Rund zehn freie Mitarbeiterinnen und Mitarbeiter – in Bern, Segnas und Tarasp – ergänzen die Redaktion.

## Stiftungsrat
- Corina Casanova, alt Bundeskanzlerin (Präsidentin)
- Rico F. Valär, Professor für Rätoromanische Literatur und Kultur an der Universität Zürich (Vizepräsident)
- Gion Capeder (seit 2022), Geschäftsführer der Landi Werdenberg[11]
- Carl Hassler, ehemaliger Leiter der Sozialversicherungsanstalt des Kantons Graubünden
- Barbara Janom Steiner, ehemalige Bündner Finanzdirektorin und heutige Präsidentin des Bankrates der Schweizerischen Nationalbank (SNB)
- Gian Ramming (seit 2022), ehemaliger Chefredaktor von Radiotelevisiun Svizra Rumantscha[11]

## Vorgängerin Agentura da Novitads Rumantscha
Die Agentura da Novitads Rumantscha (deutsch «rätoromanische Nachrichtenagentur», offiziell abgekürzt ANR) wurde 1996 gegründet und nahm im Januar 1997 ihre Tätigkeit auf. Sie war Vertragspartnerin der rätoromanischen Zeitungen im Kanton Graubünden, La Quotidiana, La Pagina da Surmeir und Posta Ladina, und belieferte auch die kantonalen elektronischen Medien, Radio Grischa und Radio Engiadina. Sie verfasste ihre Beiträge sowohl in Rumantsch Grischun als auch in allen fünf regionalen Idiomen. Filialen bestanden in Bern, in der Region der Surselva in Disentis, Cumpadials, Trun und Waltensburg/Vuorz, im Oberhalbstein in Sur, im Unterengadin in Zernez und Scuol sowie im st.-gallischen Uznach.
Ihr Budget umfasste 1,2 Millionen Franken. Zwei Drittel davon entfielen auf die Eidgenossenschaft und ein Drittel auf den Kanton Graubünden. Dem Stiftungsrat der Trägerschaft gehörten Vertreter von Radio Grischa und Radio Engiadina ebenso an wie Delegierte der Lia Rumantscha und der Pro Svizra Rumantscha. Die ANR war auch wesentlich an der Herausgabe der einzigen rätoromanischen Tageszeitung La Quotidiana beteiligt.